# Piedimonte Matese
Piedimonte Matese ist eine italienische Gemeinde (comune) mit 10.068 Einwohnern (Stand 31. Dezember 2023) in der Provinz Caserta in Kampanien. Sie ist Bestandteil der Comunità Montana del Matese. Die Gemeinde liegt am Parco Regionale del Matese etwa 31 Kilometer nördlich von Caserta und etwa 29 Kilometer südöstlich von Isernia. Piedimonte Matese grenzt unmittelbar an die Provinzen Benevento und Campobasso.
Während die Gemeinde zunächst bis 1927 zur Provinz Caserta gehörte, kam sie dann zur Provinz Benevento, um 1945 wiederum der Provinz Caserta zugeschlagen zu werden. Seit 1975 heißt die Gemeinde nicht mehr Piedimonte d'Alife, sondern führt den heutigen Namen. Teilweise wird auch das Kompositum Piedimonte Matese d'Alife gebraucht. Seit 2003 trägt die Gemeinde den Titel città (Stadt).

## Museen
- Museo Civile Raffaele Marrocco. Archäologisches und Kulturgeschichtliches Museum in dem ehemaligen Dominikaner-Kloster San Tommaso d’Aquino.

## Verkehr
Die Gemeinde wird von der Strada Statale 158 della Valle del Volturno durchquert. In Piedimonte Matese befindet sich der Kopf- und Endbahnhof der Ferrovia Alifana, deren Bahnstrecke von hier bis zum Bahnhof von Santa Maria Capua Vetere reicht.

## Partnerstädte
Piedimonte Matese unterhält eine Städtepartnerschaft mit Seligenstadt in Hessen.

## Persönlichkeiten
- Gregorio Giuseppe Gaetani de Aragonia (etwa 1643–1710), Geistlicher
- Enrico Caruso (1873–1921), Startenor, dessen Familie aus Piedimonte stammt